# Русокастренска река
Русокастренска река е река в Югоизточна България, област Бургас – общини Карнобат и Камено, вливаща се в северозападната част на Мандренското езеро. Дължината ѝ е 65,4 km, която ѝ отрежда 59-о място сред реките на България.
Русокастренска река води началото си от извор-чешма на 335 m н.в., на южния склон на възвишението Хисар, на 2,4 km югоизточно от град Карнобат. Тече в югоизточна посока в плитка долина заета от обработваеми земи. При село Желязово прави голям завой на север, като заобикаля изолираната височина Русен камък (108 m), приема отляво най-големия си приток Хаджиларска река и отново продължава на югоизток през Бургаската низина. Влива се в северозападната част на Мандренското езеро, на 6 m н.в., при село Константиново.
Площта на водосборния басейн на Русокастренска река е 525 km2. На юг и югозапад водосборният ѝ басейн граничи с водосборния басейн на Средецка река, на северозапад – с водосборния басейн на река Мочурица (от басейна на Тунджа), а на североизток – с водосборния басейн на Чукарска река.
Основни притоци: → ляв приток, ← десен приток
- → Домуздере
- → Барганска река
- → Полатдере
- ← Папазлъшка река (Голяма река)
- → Кьойюдере
- → Хаджиларска река

Реката е с максимален отток през февруари и март, а минимален – август и септември.
По течението на реката са разположени 6 села:
- Община Карнобат – Драганци, Сърнево;
- Община Камено – Желязово, Русокастро, Тръстиково, Константиново.

Водите на реката се използват главно за напояване, като южно от село Детелина, при устието на Барганска река е изграден язовир „Крушево“, а по притоците на Русокастренска река – няколко микроязовира със същата цeл.
Близо до левия бряг на реката, недалеч от днешното село Русокастро, на 18 юли 1332 г. българският цар Иван Александър разгромява византийската армия предвождана от император Андроник III Палеолог.

## Топографска карта
- Лист от карта K-35-54. Мащаб: 1 : 100 000.
- Лист от карта K-35-55. Мащаб: 1 : 100 000.